# Viller

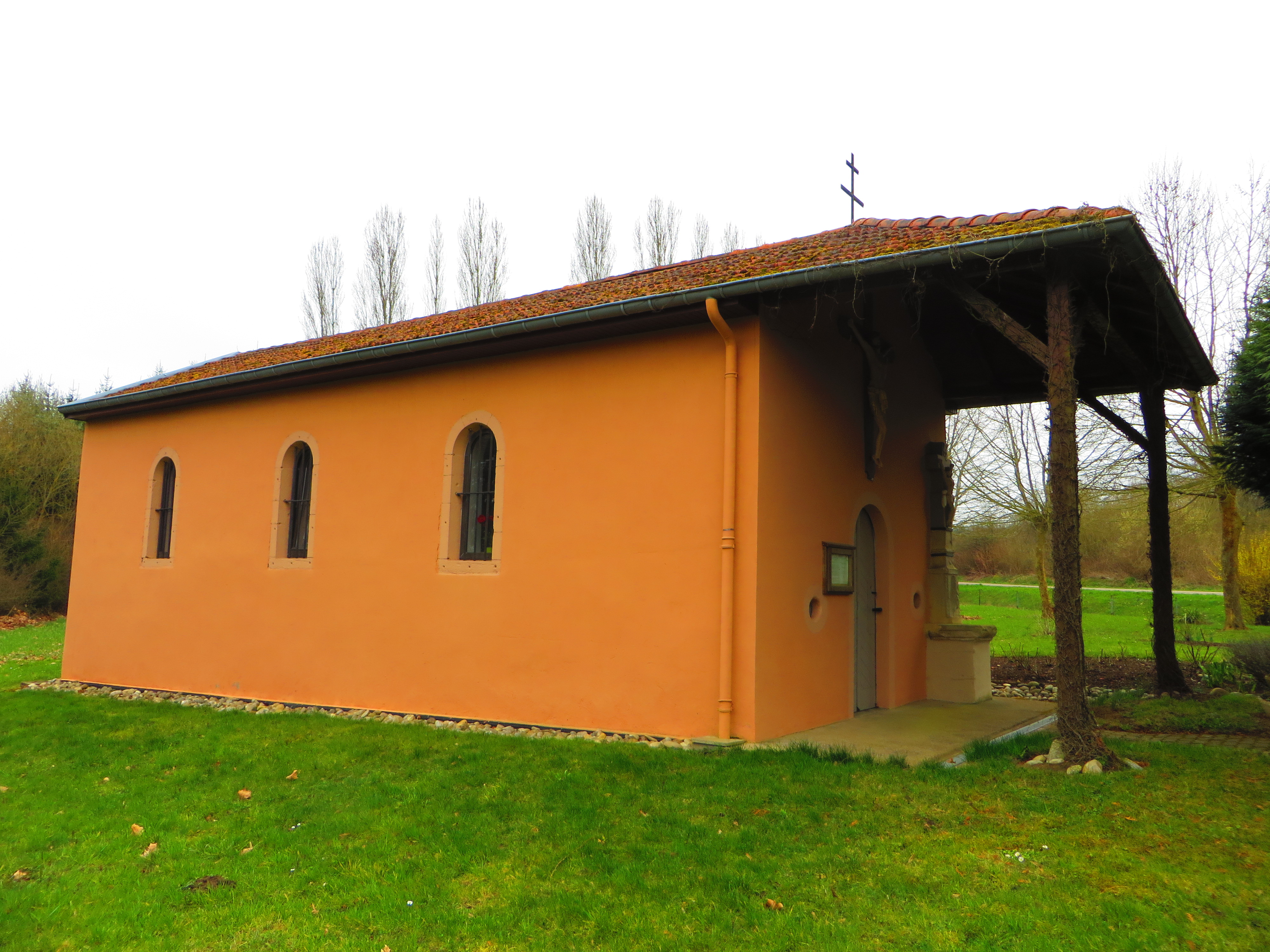
Kapelle Notre-Dame-des-Sept-Douleurs

Viller (deutsch Weiler [bei Großtänchen]) ist eine französische Gemeinde mit 173 Einwohnern (Stand 1. Januar 2022) im Département Moselle in der Region Grand Est (bis 2015 Lothringen). Sie gehört zum Arrondissement Forbach-Boulay-Moselle.

## Geographie
Die Gemeinde liegt in Lothringen, etwa 50 Kilometer Luftlinie südöstlich von Metz, 34 Kilometer südwestlich von Forbach und sieben Kilometer westlich von Großtänchen auf einer Höhe zwischen 251 und 331 m über dem Meeresspiegel, die mittlere Höhe beträgt 273 m. Das Gemeindegebiet umfasst 7,27 km².
Nachbargemeinden sind Vahl-lès-Faulquemont (Vahlen) und Guessling-Hémering (Gesslingen-Hemeringen) im Norden, Bistroff (Bischdorf) im Osten, Harprich im Süden, Landroff (Landorf) im Südwesten, Eincheville (Enschweiler) im Westen sowie Boustroff (Busdorf) im Nordwesten.

## Geschichte
Die Ortschaft gehörte früher zum Herzogtum Lothringen im Heiligen Römischen Reich  und zur Herrschaft Mörchingen. Ältere  Ortsbezeichnungen sind  Viller (1525), Weiller (1594), Wyler (17. Jh.), Willer (1606), Villers (1756), Villers, Vileur (1779) und Willer-Landroff (18. Jh.). Während der Französischen Revolution wurde der Ort
1793 von Frankreich annektiert. Unweit des Dorfs verlief eine Römerstraße.
Die Tatzenkreuze im Gemeindewappen weisen darauf hin, dass der Deutsche Orden Besitz in Viller hatte. Die Muscheln erinnern an Jakobus den Älteren, den Schutzpatron der Dorfkirche.
Durch den Frankfurter Frieden vom 10. Mai 1871 musste das Gebiet an Deutschland abgetreten werden und das Dorf wurde dem Kreis Forbach im Bezirk Lothringen des Reichslandes Elsaß-Lothringen zugeordnet. Die Dorfbewohner betrieben Getreide-, Obst- und Gemüseanbau.
Nach dem Ersten Weltkrieg kam die Region aufgrund der Bestimmungen des Versailler Vertrags 1919 an Frankreich zurück. Im Zweiten Weltkrieg war das Gebiet von der deutschen Wehrmacht besetzt, und die Ortschaft stand bis 1944 unter deutscher Verwaltung.

### Bevölkerungsentwicklung
| Jahr      | 1962 | 1968 | 1975 | 1982 | 1990 | 1999 | 2007 | 2019 |
| Einwohner | 224  | 237  | 220  | 230  | 224  | 200  | 191  | 186  |

## Kultur und Sehenswürdigkeiten
- Kirche St. Jacques-le-Majeur aus dem Jahr 1717, ab 1950 restauriert
- Kapelle Notre-Dame-des-Sept-Douleurs, erbaut 1734/1735 nach einer Seuche[2]

## Wirtschaft und Infrastruktur
Der Ort liegt abseits der größeren Straßen und ist über Nebenstraßen von Eincheville aus von der Departementsstraße D 20 aus zu erreichen. Der Ort ist land- und forstwirtschaftlich geprägt.

## Belege
1. ↑  Liste aller Namen vom Ort Weiler zwischen 1900 und 1990 - Ehemalige Ostgebiete. Abgerufen am 27. August 2021.
2. 1 2 3  Eugen H. Th. Huhn: Deutsch-Lothringen. Landes-, Volks- und Ortskunde, Stuttgart 1875,  S. 390 (google-books.com).
3. ↑  Max Besler: Die Ortsnamen des lothringischen Kreises Forbach, Abhandlung zum Jahresberichte des Progymnasiums zu Forbach i. Lothr., Prog. No. 477, Buchdruckerei Robert Hupfer, Forbach 1888, S. 20 (books.google.de).
4. ↑  Wappenbeschreibung auf genealogie-lorraine.fr (Memento vom 25. März 2016 im Internet Archive) (französisch)